# Stigmatogaster dimidiata
Stigmatogaster dimidiata is een duizendpotensoort uit de familie van de Himantariidae. De wetenschappelijke naam van de soort is voor het eerst geldig gepubliceerd in 1870 door Meinert.